# No Use for a Name
No Use for a Name (abreviat și NUFAN) este o trupă the punk-rock din San Jose, California, Statele Unite, formată în 1987 de Tony Sly, Steve Papoutsis, Rory Koff și Chris Dodge. Ed Gregor l-a inlocuit pe Robin Pfefer la chitară imediat după lansarea albumului The Daily Grind. În 1995 după lansarea albumului Leche Con Carne, Chris Shiflett și Matt Riddle au intrat în trupa cântând la chitară și bass, înlocuindui pe Ed Gregor și Steve Papoutsis. După ce au lansat albumul More Betterness! Chris Shiflett a părăsit trupa în 1999 pentru a intra în faimoasa trupă Foo Fighters, fiind înlocuit de Dave Nassie. Doi ani mai târziu trupa a contribuit la Fat Wreck Chords cu lansarea albumului live Live in a dive: No Use For A Name. În anul 2002 NUFAN și-au lansat cel de-al șaptelea album Hard Rock Bottom. Trupa și-a lansat al 8-lea album Keep Them Confused pe 12 iunie 2005. Al 9-lea album a fost unul cu hiturile lor a fost All the Best Songs care a fost lansat pe 10 iulie 2007, iar în aprilie 2008 vor lansa cel de-al 10-lea album care va fii intitulat The Feel Good Record of the Year.
Actualii Componenti: 
Tony Sly: Vocals, chitară, 
Dave Nassie: Chitară solo,  
Matt Riddle: Chitară bas, 
Rory Koff: Drums 

## Discografie
- Self-titled (Woodpecker Records, 1988.)
- Let 'Em Out EP (Slap-a-Ham Records, 1989.)
- Incognito (New Red Archives, 1990. Re-released Fat Wreck Chords, 2001)
- Don't Miss the Train (New Red Archives, 1992. Re-released Fat Wreck Chords, 2001)
- Death Doesn't Care EP (New Red Archives, 1993)
- The Daily Grind (Fat Wreck Chords, 1993)
- Leche Con Carne (Fat Wreck Chords, 1995)
- Split 7" with Soda (Session Records, 1996)
- Making Friends (Fat Wreck Chords, 1997)
- More Betterness! (Fat Wreck Chords, 1999)
- NRA Years (Golf, 2000)
- Live in a Dive: No Use for a Name (Fat Wreck Chords, 2001)
- Hard Rock Bottom (Fat Wreck Chords, 2002)
- Keep Them Confused (Fat Wreck Chords, 2005)
- Black Box EP (Fat Wreck Chords, 2005; never released)
- All the Best Songs (Fat Wreck Chords, 2007)
- The Feel Good Record of the Year (Fat Wreck Chords, 2008)